# 缶
缶，也作缻，瓦或青銅製的酒器，“击缶”本為飯後的娛樂，後來變成樂器。

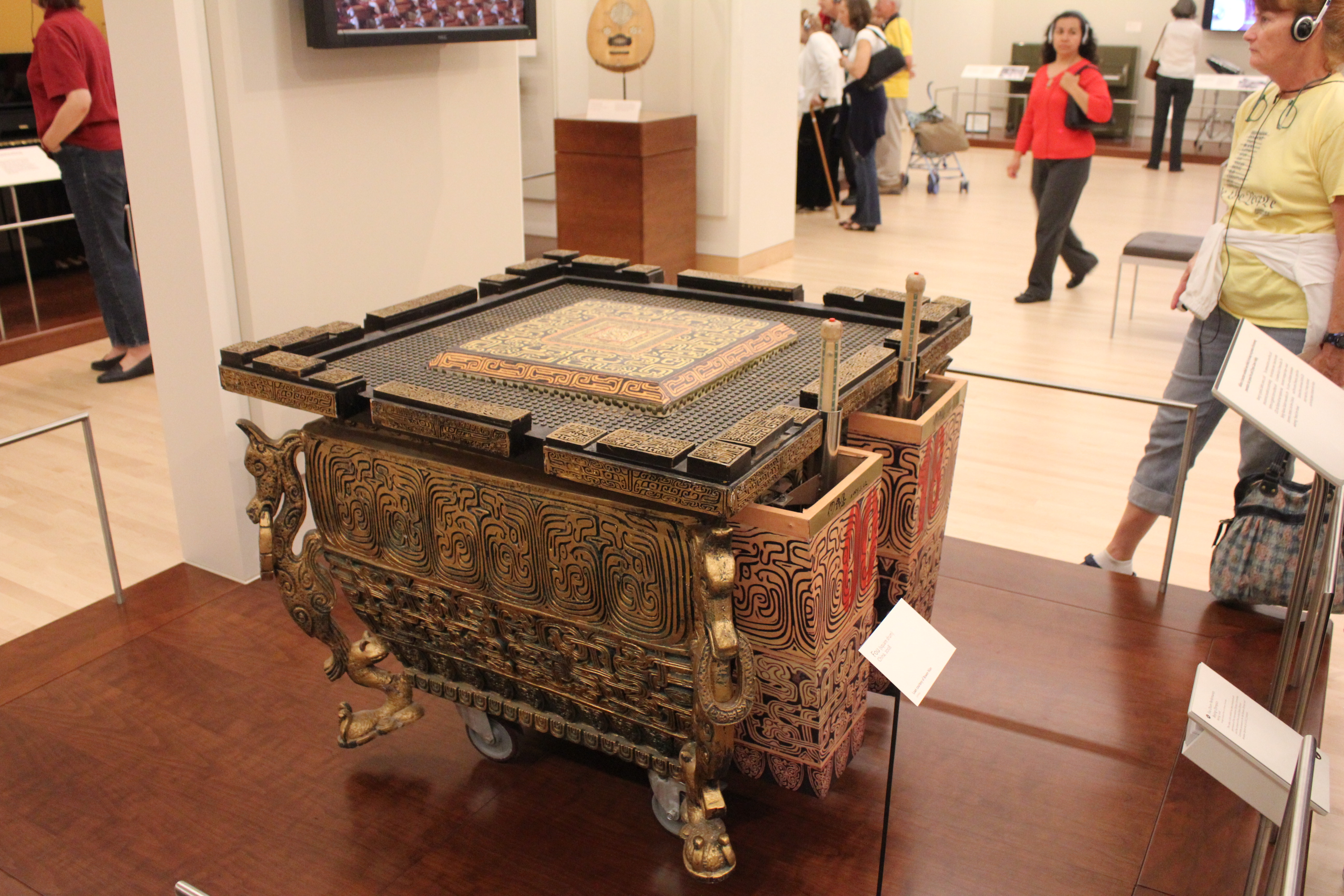
缶

2008年夏季奥林匹克运动会开幕式上，有以曾侯乙墓出土的青铜冰鉴缶为原型所设计的表演道具，由2008名表演者用红色缶槌击打。

## 延伸阅读
[在维基数据编辑]
 《欽定古今圖書集成·經濟彙編·樂律典·缶部》，出自陈梦雷《古今圖書集成》
 《欽定古今圖書集成·經濟彙編·考工典·缶部》，出自陈梦雷《古今圖書集成》
 《诗经》